# Luck (Wisconsin)
Luck è un villaggio degli Stati Uniti d'America, situato in Wisconsin, nella contea di Polk.